# Zsolt Béla
Zsolt Béla, 1916-ig Steiner (Komárom, 1895. január 8. – Budapest, 1949. február 6.) a Nyugat második nemzedékéhez sorolt író, polgári radikális (szocialista) újságíró, politikus.

## Élete
Zsidó családba született, apja, Steiner Ignác ügyvéd, majd bankigazgató lett, anyja Hirschler Ilona volt. Apja korai, 1903-as halála után anyja újra férjhez ment.
Komáromban tanult, majd Budapesten magyar–latin szakos tanárnak készült, de az első világháború miatt félbeszakította tanulmányait és bevonult katonának. Az orosz frontra vezényelték, ahol többször is megsebesült, végül betegen tért haza.
A nagyváradi katonakórházban lábadozva írt verseit a helyi lapok közölték, első verseskötete is itt, 1916-ban jelent meg, majd a háború végén, 1918-ban itt lett belőle újságíró. Az Erdély című újság szerkesztője, valamint a Nagyváradi Napló, a Nagyvárad és a Nagyváradi Estilap munkatársa is volt.
1920-ban Budapestre költözött, ahol Bródy Sándor felfedezte benne az igazi újságírót, így Zsolt egyik szerkesztője lett a Tavasz c. irodalmi folyóiratnak. 1921-től a Világ munkatársa lett. Írásai harcosak voltak, de a politikai írásai kiábrándultságot tükröztek. Polgári eszményképe összeomlott, nem egyezett azzal a képpel, melyet megélt a Horthy-korszakban. A rendszert bíráló írásai miatt a hatalom nem kedvelte, de írókörökben elismert volt.
Ekkoriban politikailag a baloldalra sodródott, a szocializmus híve lett. 1925-ben a Magyar Hírlap és Az Ujság munkatársa, 1929–1938 között A Toll c. radikális irodalmi lap szerkesztője, 1930-tól főmunkatársa is volt. 1927. december 27-én Budapesten, a Terézvárosban házasságot kötött Hollós Ilona színésznővel, akitől 1936-ban vált el. Második felesége (a szintén elvált és zsidó származású) nagyváradi születésű, Rácz Ágnes 25 éves gyógyszerész lett, akivel 1936. június 6-án kötöttek házasságot Budapesten. Ekkoriban a ma már nem létező Klotild (ma Stollár Béla) utca 10/b szám alatti bérházban éltek.
1934-ben került kapcsolatba a szabadkőműves mozgalommal, melyen belül a Bécsben alapított Labore Virtus nevű páholyhoz csatlakozott. Vámbéry Rusztemmel közösen felléptek a halálbüntetés eltörlése mellett. Az 1935-ös választásokon a Bajcsy-féle Nemzeti Radikális Párt és a Függetlenségi 48-as és Kossuth Párt közös jelöltjeként indult, de nem szerzett mandátumot.
Az 1930-as évek vége felé gyakran tartózkodott Párizsban; a második világháború kitörésének a híre is ott érte. Először emigrálni akart, ám végül mégis hazatért.
1939-től a zsidótörvények miatt nem folytathatta újságírói pályafutását, de továbbra is publikált; 1942-ben kiadta cikkei gyűjteményét az időközben Magyarországhoz visszatért Nagyváradon. 1943-ig tizenegy regénye, három novelláskötete és öt színdarabja jelent meg.
Zsidó származása miatt 1942. július 16-án behívták munkaszolgálatra. Előbb Vácra, majd a megszállt Ukrajnába vezényelték Szeredina-Buda, majd Kijev térségébe. Volt sírásó és kocsis is. 1943. október 30-án a kegyetlen bánásmódjáról hírhedt nagykátai munkaszolgálatos századhoz került. Itt ugyan sikerült életben maradnia, mert Csatay Lajos honvédelmi miniszter személyes közbenjárására csakhamar izgatás és rémhírterjesztés vádjával letartóztattatta és elítéltette. Négy hónapot kapott, amit a budapesti Margit körúti börtönben kellett letöltenie. 1944 januárjában szabadult. Magyarország német megszállása után feleségével a nagyváradi gettóban kerestek menedéket. 1944 júliusában a Kasztner-vonattal Bergen-Belsenbe, majd Svájcba került. Ezalatt felesége egész családját megölték az előző házasságából származó lányával együtt.
A második világháború befejezése után, 1945 júliusában már betegen tért haza Magyarországra. Augusztusban a frissen alakult Magyar Radikális Pártnak előbb tagja lett, majd harcias, agresszív fellépésével kiharcolta magának a párt hetilapjának, a „Haladás”-nak a főszerkesztői posztját, amit aztán saját stílusára formált. Írói ismertségével egyfelől használt a pártnak, másfelől azonban izgága, gyűlölködő természetével, össze-vissza vagdalkozásaival, gyakorta bántó, durva megfogalmazásaival ártott is annak. Az 1945-ös helyhatósági választásokon bekerült a fővárosi törvényhatósági bizottságba, az 1945-ös nemzetgyűlési választáson azonban pártjával együtt csúnyán leszerepelt. 1945. november 17-én a Magyar Radikális Párt társelnökévé választották Csécsy Imre mellé.
1946-ban megírta utolsó regényét, a „Kilenc koffer”-t, melyben a nagyváradi gettó életét írta le saját életén keresztül, 1947-ben pedig a Nemzeti Drogéria című színművét. Ekkoriban már folyamatosan betegeskedett, 1947-es írásainak, cikkeinek, műveinek többsége már a szanatóriumban íródott, ahol kezelték.
Az 1947-es, később kékcédulás választás néven elhíresült országgyűlési választásokon a Magyar Radikális Párt országgyűlési képviselője lett (pártlistáról szerezve mandátumot). A választások előtt pártjába belépett Peyer Károly és (szociáldemokrata) köre a választási sikert nagyrészt magának tulajdonítva az összesen hat szerzett mandátumból ötöt követelt magának, egyedül a hatodikat nem vitatta, amit így Zsolt kapott. A követelésből kipattant vita során szólalt fel először a törvényhozásban, ahol saját párttársát, Peyer Károlyt bírálta a tőle megszokott harcias, személyeskedő stílusban. A vita Peyer emigrálásával megoldódott, a helyeket a "régi" MRP-sek kapták meg.
1948-ban pártja egyedüli elnöke lett. Ekkoriban léptek a Polgári Demokrata Párttal „Polgári Radikális Pártszövetség” néven (politikai önállóságuk fenntartása mellett) választási egységbe. 1948 őszén újra megbetegedett, Svájcba utazott gyógykezelésre. Szocialista világnézete miatt Zsolt pártját, majd a pártszövetséget is a Magyar Kommunista Párt elvi támogatójává tette, 1949. február 2-án pedig önként olvasztotta be a Magyar Függetlenségi Népfrontba.
Az 1949-es választás (ahol már csak a Népfront listájára lehetett szavazni) után pár nappal, február 6-án halt meg, a Kozma utcai izraelita temetőben helyezték örök nyugalomra.

„…igazában azon a napon halt meg, amikor már nem volt többé kíváncsi.”

– Kellér Andor nekrológjából

1951-ben második feleségét, Zsolt Ágnest (aki öngyilkos lett) mellé temették el.

## Főbb művei

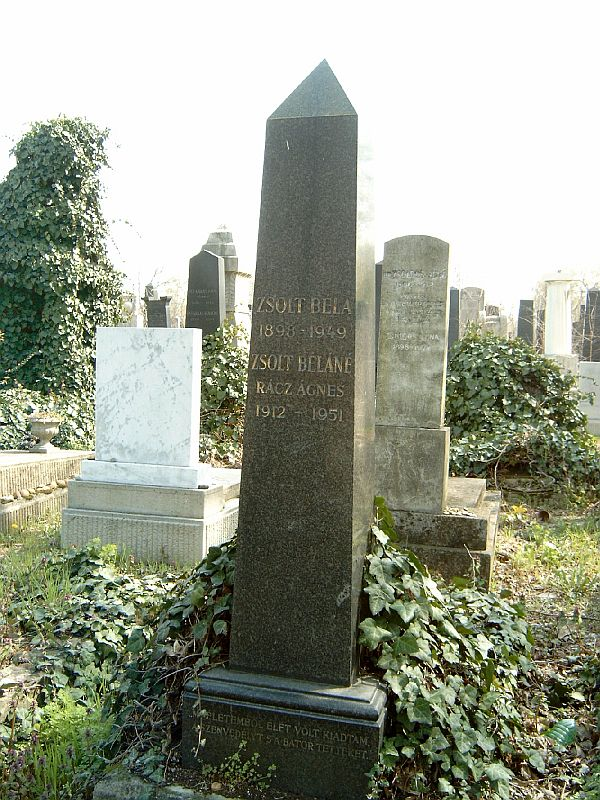
Zsolt Béla sírja Budapesten. Kozma utcai izraelita temető: 5B-8-4.

- Zsolt Béla verseskönyve; Nagel Ottó, Bp., 1915
- Lohengrin bukása. Regény; Pallas, Bp., 1918
- Forgószél (színmű, 1919)
- Hiába minden; Sonnenfeld Ny., Nagyvárad, 1921
- Igaz könyv; Genius, Bp., 1924
- Házassággal végződik (regény, 1926)
- Erzsébetváros (színmű, 1928)
- Versek; Genius, Bp., 1929
- Gerson és neje (regény, 1930)
- Bellegarde (regény, 1931)
- A királynő családja. Regény; Pantheon, Bp., 1932
- Oktogon (színmű, 1933)
- A párizsi vonat (színmű, 1934)
- Kínos ügy (regény, 1935)
- A dunaparti nő. Arthur; Nova, Bp., 1936
- A Wesselényi-utcai összeesküvés (regény, 1937)
- Ars scribendi, vagy Az időszerű újságírásról; Kner Ny., Gyoma, 1937
- Villámcsapás. Schwarz András önéletrajza; Pantheon, Bp., 1937
- Kőért kenyér. Vezércikkek 1921-1939; Tábori és Tsa. Ny., Bp., 1939
- Kakasviadal (regény, 1939)
- Tanulságok és reménységek (cikkek, 1942)
- Napraforgó (regény, 1943)
- Fehér könyv. Írta Bródy Sándor, folytatja Zsolt Béla; Globus Ny., Bp., 1945
- Kilenc koffer (regény, 1946)
- Nemzeti drogéria (színmű, 1947)
- Kínos ügy. Regény; utószó Kőszeg Ferenc; Szépirodalmi, Bp., 1970
- Kilenc koffer; szerk., jegyz. Kőszeg Ferenc; Magvető, Bp., 1980
- A végzetes toll. Publicisztikai írások; vál., szerk. Bozóki András; Nyilvánosság Klub–Századvég, Bp., 1992 (Ars scribendi)
- Az igazi szerelem. Válogatott novellák; vál. Kőrössi P. József; Noran, Bp., 2000 (Ködlovagok)
- Duna-parti nő; Ulpius-ház, Bp., 2007 (Ulpius anno)
- Házassággal végződik; Ulpius-ház, Bp., 2007 (Ulpius anno)
- Találkákon a sorssal. Zsolt Béla ifjúkori írásai a Komáromi Újságban, 1916–1917; szerk. Rabi Lenke, Számadó Emese, előszó Rédli Margit; Önkormányzat, Komárom, 2009
- Még egyszer és utoljára